# Eugenia cereja
Eugenia cereja är en myrtenväxtart som beskrevs av Carlos Maria Diego Enrique Legrand. Eugenia cereja ingår i släktet Eugenia och familjen myrtenväxter. Inga underarter finns listade i Catalogue of Life.